# Alakuzu, Reyhanlı
Alakuzu là một xã thuộc huyện Reyhanlı, tỉnh Hatay, Thổ Nhĩ Kỳ. Dân số thời điểm năm 2011 là 682 người.